# Gau Magdeburg-Anhalt
Il Gau Magdeburg-Anhalt fu una divisione amministrativa della Germania nazista dal 1933 al 1945. Fondato nel 1926 come Gau Anhalt-Nord Sachsen dalla fusione di tre piccoli Gaue (Anhalt, Elbe-Havel e Magdeburgo) comprendeva lo stato tedesco di Anhalt e parte della provincia prussiana di Sassonia. Fu rinominato Gau Magdeburg-Anhalt il 1º ottobre 1928. Prima di allora, dal 1926 al 1933, fu la suddivisione regionale del partito nazista in quella zona. 

## Storia
Il sistema di Gau (plurale Gaue) fu originariamente istituito in una conferenza del partito il 22 maggio 1926, al fine di migliorare l'amministrazione della struttura del partito. Dal 1933 in poi, dopo la presa del potere nazista, i Gaue sostituirono sempre più gli stati tedeschi come suddivisioni amministrative in Germania.
Alla testa di ogni Gau si trovava un Gauleiter, una posizione che divenne sempre più potente, soprattutto dopo lo scoppio della seconda guerra mondiale. I Gauleiter locali erano incaricati della propaganda e della sorveglianza e, dal settembre 1944 in poi, del Volkssturm e della difesa del Gau.
La posizione di Gauleiter fu detenuta dal 1926 al 1927 da Gustav Hermann Schmischke che aveva guidato il Gau Anhalt dal 1925. Fu succeduto da Wilhelm Friedrich Loeper dal 1927 fino al 1935, anno della sua morte avvenuta per cancro, e dal suo vice Joachim Albrecht Eggeling, che amministrò ad interim il Gau dal 1935 al 1937. Rudolf Jordan fu il Gauleiter per il resto della sua storia dal 1937 al 1945. Jordan fu condannato a 25 anni di carcere in Unione Sovietica dopo la guerra, ma fu rilasciato nel 1955 e morì nel 1988. Nella sua autobiografia, in cui Jordan parla del suo periodo come Gauleiter e in prigione, egli non si assume alcuna responsabilità sugli eventi nella Germania nazista.

## Gauleiter
I Gauleiter del Gau Magdeburg-Anhaltː
- Gustav Hermann Schmischke - dal 16 luglio 1925 al 1º aprile 1927.
- Wilhelm Friedrich Loeper - dal 1º aprile 1927 al 23 ottobre 1935.
- Joachim Albrecht Eggeling - dal novembre 1935 all'aprile 1937.
- Rudolf Jordan - dal 20 aprile 1937 al 1945.